# 恩戈羅雷羅縣
1°52′S 29°39′E / 1.867°S 29.650°E

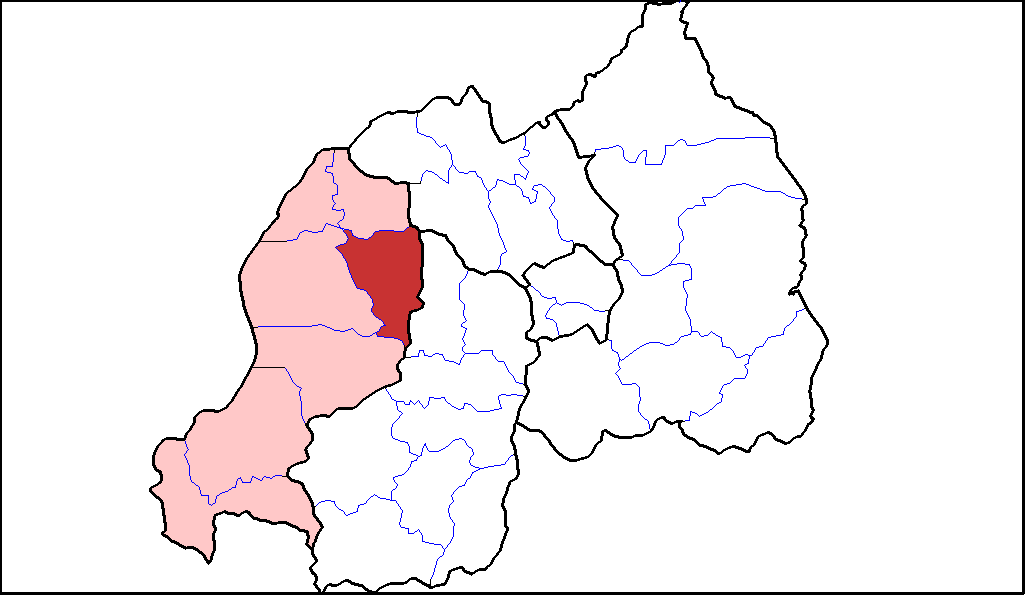

恩戈羅雷羅縣（Ngororero District），是盧旺達的縣份，位於該國西部，由西部省負責管轄，首府設於恩戈羅雷羅，面積678平方公里，2012年人口333,713，人口密度每平方公里490人。